# Campionatul republican de handbal feminin categoria A 1988-1989
Campionatul republican de handbal feminin categoria A 1988-1989, denumit în presa vremii Divizia A de handbal feminin, a fost a 31-a ediție a primului eșalon valoric al campionatului național de handbal feminin românesc. Competiția a fost organizată de Federația Română de Handbal (FRH).
Ediția 1988-1989, la care au participat 12 echipe, a fost câștigată de Chimistul Râmnicu Vâlcea, echipă antrenată de Ioan Gherhard și Gheorghe Ionescu. A fost primul titlu de acest fel câștigat de echipa vâlceană.
La încheierea competiției, Confecția București și Dorobanțul Ploiești, echipe clasate pe locurile 11–12, au retrogradat.

## Echipe participante
În afara echipelor care s-au clasat pe primele 10 poziții la sfârșitul ediției 1987-1988 și care și-au păstrat astfel locul în Divizia A, la turneu au luat parte și echipele câștigătoare ale celor două serii din Divizia B: 
1. Mecanică Fină București
2. Textila I.A.S. Zalău

Astfel, echipele care au participat în sezonul competițional 1988-1989 al Diviziei A de handbal feminin au fost:
| - CS Știința Bacău - Rulmentul Brașov - Confecția București - Mecanică Fină București - CS Rapid București - Hidrotehnica Constanța | - TEROM Iași - Dorobanțul Ploiești - Chimistul Râmnicu Vâlcea - CS Mureșul Târgu Mureș - Constructorul Timișoara - Textila I.A.S. Zalău |

## Clasament
|  | Echipe retrogradate în Divizia B |

Valabil pe 5 mai 1989;
| Poz. | Echipa                   | J  | V  | E | Î  | GM  | GP  | G     | P  |
| ---- | ------------------------ | -- | -- | - | -- | --- | --- | ----- | -- |
| 1    | Chimistul Râmnicu Vâlcea | 22 | 20 | 2 | 0  | 695 | 530 | + 165 | 61 |
| 2    | CS Mureșul Târgu Mureș   | 22 | 17 | 0 | 5  | 569 | 474 | + 95  | 56 |
| 3    | CS Știința Bacău         | 22 | 15 | 1 | 6  | 625 | 506 | + 119 | 53 |
| 4    | Textila I.A.S. Zalău     | 22 | 13 | 2 | 7  | 572 | 527 | + 45  | 50 |
| 5    | Hidrotehnica Constanța   | 22 | 13 | 1 | 8  | 465 | 441 | + 24  | 49 |
| 6    | TEROM Iași               | 22 | 11 | 0 | 11 | 550 | 540 | + 10  | 44 |
| 7    | Rulmentul Brașov         | 22 | 11 | 0 | 11 | 482 | 492 | – 10  | 44 |
| 8    | CS Rapid București       | 22 | 8  | 0 | 14 | 496 | 514 | – 18  | 38 |
| 9    | Mecanică Fină București  | 22 | 6  | 3 | 13 | 505 | 564 | – 59  | 37 |
| 10   | Constructorul Timișoara  | 22 | 7  | 0 | 15 | 520 | 621 | – 101 | 36 |
| ▼11  | Confecția București      | 22 | 5  | 0 | 17 | 491 | 564 | – 73  | 32 |
| ▼12  | Dorobanțul Ploiești      | 22 | 1  | 1 | 20 | 399 | 596 | – 197 | 22 |

## Arbitri
Partidele au fost arbitrate de următoarele cupluri de arbitri:
| Arbitri                               | Oraș              |
| ------------------------------------- | ----------------- |
| P. Sîrbu E. Fluieraș                  | Arad              |
| Gr. Bolocan R. Mahler                 | Brașov            |
| H. Bosner Ion Nicolae                 | Brașov Ploiești   |
| Viorel Ciucan Nicolae Stoian          | București         |
| Theodor Curelea I. Păunescu           | București         |
| M. Dumitrescu E. Niță                 | București         |
| Marin Marin Ștefan Șerban             | București         |
| Traian Popescu A. Dumitrescu          | București         |
| Traian Popescu Stelian Marghescu      | București         |
| Ion Șerbu Viorel Dobre                | București         |
| Alexandru Vîrtopeanu Ștefan Georgescu | București         |
| Hristu Marzavan M. Tănăsescu          | București Pitești |

| Arbitri                               | Oraș              |
| ------------------------------------- | ----------------- |
| Mihai Stăncilă Alexandru Isop         | București Pitești |
| Romeo Iamandi Traian Ene              | Buzău             |
| C. Suditu Atila Zaharia               | Buzău             |
| V. Dan I. Mariș                       | Cluj              |
| Gheorghe Dumitrescu C. Cristea        | Constanța         |
| G. Ilie C. Cristea                    | Constanța         |
| Vladimir Cojocaru I. Mihăilescu       | Craiova           |
| B. Vasiliu V. Vlăduț                  | Iași              |
| Dumitru Gherghișan Gheorghe Mihalașcu | Iași Buzău        |
| Gheorghe Șandor Bicolae Iancu         | Oradea Buzău      |
| Octavian Marin Lucian Condruț         | Ploiești          |
| Dorin Purică Vasile Erhan             | Ploiești          |

| Arbitri                      | Oraș            |
| ---------------------------- | --------------- |
| A. Simion Virgil Ivanciu     | Ploiești        |
| Victor Sighicea Toma Pleșa   | Râmnicu Vâlcea  |
| I. Băloi A. Mitrea           | Reșița          |
| Al. Mărieș Gheorghe Istrăuan | Satu Mare       |
| Al. Csoma V. Ferenc          | Sfântu Gheorghe |
| Doru Dordea A. Kentzel       | Sibiu           |
| Ion Manoliu C. Varga         | Sibiu           |
| Tr. Apostol Șt. Sticea       | Timișoara       |
| Al. Boer Ed. Iavorschi       | Timișoara       |
| Tr. Șchiopu Dieter Laub      | Timișoara       |

## Rezultate în tur

### Etapa I
| 1 septembrie 1988 | CS Mureșul Târgu Mureș | 19 – 18 | Rulmentul Brașov | Sala Sporturilor, Târgu Mureș Asistență: 3000 Arbitri: Dordea, Kentzel |
| 1 septembrie 1988 | Z. Biro, Mózsi 4       | (10–6)  | Demeter 7        | Sala Sporturilor, Târgu Mureș Asistență: 3000 Arbitri: Dordea, Kentzel |
| 1 septembrie 1988 | Cronica                |         |                  | Sala Sporturilor, Târgu Mureș Asistență: 3000 Arbitri: Dordea, Kentzel |

| 1 septembrie 1988 | Textila I.A.S. Zalău | 25 – 22 | TEROM Iași        | Sala Sporturilor, Zalău Arbitri: Șandor, Iancu |
| 1 septembrie 1988 | Bălănean 10          | (15–12) | Duca, Nisipeanu 5 | Sala Sporturilor, Zalău Arbitri: Șandor, Iancu |
| 1 septembrie 1988 | Cronica              |         |                   | Sala Sporturilor, Zalău Arbitri: Șandor, Iancu |

| 1 septembrie 1988 18:00 | Mecanică Fină București | 20 – 25 | Confecția București | Sala Floreasca, București Arbitri: Ciocan, Stoian |
| 1 septembrie 1988 18:00 | Lefter, Gavrilă 5       | (11–10) | Tache-Berbece 10    | Sala Floreasca, București Arbitri: Ciocan, Stoian |
| 1 septembrie 1988 18:00 | Cronica                 |         |                     | Sala Floreasca, București Arbitri: Ciocan, Stoian |

| 1 septembrie 1988 | Hidrotehnica Constanța | 20 – 15 | CS Rapid București      | Sala „Hidrotehnica”, Constanța Arbitri: Gherghișan, Mihalașcu |
| 1 septembrie 1988 | Roșca 8                | (9–7)   | Stanciu, Dobre, Oprea 4 | Sala „Hidrotehnica”, Constanța Arbitri: Gherghișan, Mihalașcu |
| 1 septembrie 1988 | Cronica                |         |                         | Sala „Hidrotehnica”, Constanța Arbitri: Gherghișan, Mihalașcu |

| 1 septembrie 1988 | Dorobanțul Ploiești | 23 – 33 | Chimistul Râmnicu Vâlcea | Sala „Victoria”, Ploiești Arbitri: Marzavan, Tănăsescu |
| 1 septembrie 1988 | Tudor 6             | (12–18) | Verigeanu, Török 7       | Sala „Victoria”, Ploiești Arbitri: Marzavan, Tănăsescu |
| 1 septembrie 1988 | Cronica             |         |                          | Sala „Victoria”, Ploiești Arbitri: Marzavan, Tănăsescu |

| 1 septembrie 1988 | Constructorul Timișoara | 24 – 40 | CS Știința Bacău          | Timișoara Arbitri: Cojocaru, Mihăilescu |
| 1 septembrie 1988 | Pălici 10               | (9–20)  | Butnărașu, Luca, Petrea 8 | Timișoara Arbitri: Cojocaru, Mihăilescu |
| 1 septembrie 1988 | Cronica                 |         |                           | Timișoara Arbitri: Cojocaru, Mihăilescu |

### Etapa a II-a
| 3 septembrie 1988 17:00 | Chimistul Râmnicu Vâlcea | 35 – 21 | Textila I.A.S. Zalău | Sala Traian, Râmnicu Vâlcea Arbitri: Popescu, Marghescu |
| 3 septembrie 1988 17:00 | Verigeanu 11             | (16–13) | Bălănean 9           | Sala Traian, Râmnicu Vâlcea Arbitri: Popescu, Marghescu |
| 3 septembrie 1988 17:00 | Cronica                  |         |                      | Sala Traian, Râmnicu Vâlcea Arbitri: Popescu, Marghescu |

| 4 septembrie 1988 09:00 | CS Rapid București | 27 – 20 | Mecanică Fină București | Sala „Rapid”, București Arbitri: Stăncilă, Isop |
| 4 septembrie 1988 09:00 | Ignat, Oprea 5     | (13–10) | Lefter 9                | Sala „Rapid”, București Arbitri: Stăncilă, Isop |
| 4 septembrie 1988 09:00 | Cronica            |         |                         | Sala „Rapid”, București Arbitri: Stăncilă, Isop |

| 4 septembrie 1988 10:00 | TEROM Iași | 29 – 24 | Hidrotehnica Constanța | Sala Polivalentă, Iași Arbitri: Georgescu, Vîrtopeanu |
| 4 septembrie 1988 10:00 | Cozma 7    | (13–12) | Raita 7                | Sala Polivalentă, Iași Arbitri: Georgescu, Vîrtopeanu |
| 4 septembrie 1988 10:00 | Cronica    |         |                        | Sala Polivalentă, Iași Arbitri: Georgescu, Vîrtopeanu |

| 4 septembrie 1988 10:15 | Confecția București | 19 – 23 | CS Mureșul Târgu Mureș | Sala Floreasca, București Arbitri: Apostol, Sticea |
| 4 septembrie 1988 10:15 | Tache-Berbece 6     | (9–10)  | Mátéfi 7               | Sala Floreasca, București Arbitri: Apostol, Sticea |
| 4 septembrie 1988 10:15 | Cronica             |         |                        | Sala Floreasca, București Arbitri: Apostol, Sticea |

| 4 septembrie 1988 | Rulmentul Brașov | 28 – 24 | Constructorul Timișoara | Brașov Arbitri: Curelea, Dumitrescu |
| 4 septembrie 1988 | Boriceanu 7      | (16–12) | Cojocărița 7            | Brașov Arbitri: Curelea, Dumitrescu |
| 4 septembrie 1988 | Cronica          |         |                         | Brașov Arbitri: Curelea, Dumitrescu |

| 4 septembrie 1988 | CS Știința Bacău | 40 – 16 | Dorobanțul Ploiești | Sala Sporturilor, Bacău Arbitri: Suditu, Zaharia |
| 4 septembrie 1988 | Luca 12          | (18–9)  | Tudor 8             | Sala Sporturilor, Bacău Arbitri: Suditu, Zaharia |
| 4 septembrie 1988 | Cronica          |         |                     | Sala Sporturilor, Bacău Arbitri: Suditu, Zaharia |

### Etapa a III-a
| 10 septembrie 1988 17:00 | CS Rapid București | 23 – 17 | Confecția București | Sala „Rapid”, București Arbitri: Curelea, Dumitrescu |
| 10 septembrie 1988 17:00 | Mirea 7            | (11–8)  | Tache-Berbece 8     | Sala „Rapid”, București Arbitri: Curelea, Dumitrescu |
| 10 septembrie 1988 17:00 | Cronica            |         |                     | Sala „Rapid”, București Arbitri: Curelea, Dumitrescu |

| 11 septembrie 1988 11:15 | Mecanică Fină București | 26 – 23 | TEROM Iași | Sala Floreasca, București Arbitri: Bolocan, Mahler |
| 11 septembrie 1988 11:15 | Lefter 11               | (15–11) | Covaliuc 7 | Sala Floreasca, București Arbitri: Bolocan, Mahler |
| 11 septembrie 1988 11:15 | Cronica                 |         |            | Sala Floreasca, București Arbitri: Bolocan, Mahler |

| 11 septembrie 1988 | Hidrotehnica Constanța | 19 – 19 | Chimistul Râmnicu Vâlcea | Sala „Hidrotehnica”, Constanța Arbitri: Mateescu, Dăncescu |
| 11 septembrie 1988 | Raita 6                | (9–7)   | Verigeanu 6              | Sala „Hidrotehnica”, Constanța Arbitri: Mateescu, Dăncescu |
| 11 septembrie 1988 | Cronica                |         |                          | Sala „Hidrotehnica”, Constanța Arbitri: Mateescu, Dăncescu |

| 11 septembrie 1988 | Textila I.A.S. Zalău | 23 – 23 | CS Știința Bacău | Sala Sporturilor, Zalău Arbitri: Șchiopu, Pohl |
| 11 septembrie 1988 | Bălănean 12          | (11–9)  | Lunca 10         | Sala Sporturilor, Zalău Arbitri: Șchiopu, Pohl |
| 11 septembrie 1988 | Cronica              |         |                  | Sala Sporturilor, Zalău Arbitri: Șchiopu, Pohl |

| 11 septembrie 1988 | Dorobanțul Ploiești | 16 – 17 | Rulmentul Brașov | Sala „Victoria”, Ploiești Arbitri: Cristea, Dumitrescu |
| 11 septembrie 1988 | Tudor 9             | (10–8)  | Demeter 5        | Sala „Victoria”, Ploiești Arbitri: Cristea, Dumitrescu |
| 11 septembrie 1988 | Cronica             |         |                  | Sala „Victoria”, Ploiești Arbitri: Cristea, Dumitrescu |

| 11 septembrie 1988 | Constructorul Timișoara | 29 – 28 | CS Mureșul Târgu Mureș | Timișoara Arbitri: Flueraș, Sîrbu |
| 11 septembrie 1988 | Pălici 17               | (15–14) | Mátéfi 12              | Timișoara Arbitri: Flueraș, Sîrbu |
| 11 septembrie 1988 | Cronica                 |         |                        | Timișoara Arbitri: Flueraș, Sîrbu |

### Etapa a IV-a
| 15 septembrie 1988 18:00 | Confecția București | 25 – 20 | Constructorul Timișoara | Sala Floreasca, București Arbitri: Nicolae, Boschner |
| 15 septembrie 1988 18:00 | Tache-Berbece 9     | (16–8)  | Pălici 8                | Sala Floreasca, București Arbitri: Nicolae, Boschner |
| 15 septembrie 1988 18:00 | Cronica             |         |                         | Sala Floreasca, București Arbitri: Nicolae, Boschner |

| 15 septembrie 1988 | CS Mureșul Târgu Mureș | 32 – 13 | Dorobanțul Ploiești | Sala Sporturilor, Târgu Mureș Arbitri: Dan, Mariș |
| 15 septembrie 1988 | Mózsi 10               | (15–7)  | Tudor 5             | Sala Sporturilor, Târgu Mureș Arbitri: Dan, Mariș |
| 15 septembrie 1988 | Cronica                |         |                     | Sala Sporturilor, Târgu Mureș Arbitri: Dan, Mariș |

| 15 septembrie 1988 | Rulmentul Brașov | 21 – 20 | Textila I.A.S. Zalău | Brașov Arbitri: Dumitrescu, Niță |
| 15 septembrie 1988 | Marian 7         | (9–10)  | Bălănean 8           | Brașov Arbitri: Dumitrescu, Niță |
| 15 septembrie 1988 | Cronica          |         |                      | Brașov Arbitri: Dumitrescu, Niță |

| 15 septembrie 1988 | CȘ Știința Bacău | 24 – 20 | Hidrotehnica Constanța | Sala Sporturilor, Bacău Arbitri: Dobre, Șerbu |
| 15 septembrie 1988 | Butnărașu 12     | (9–9)   | Haidău 9               | Sala Sporturilor, Bacău Arbitri: Dobre, Șerbu |
| 15 septembrie 1988 | Cronica          |         |                        | Sala Sporturilor, Bacău Arbitri: Dobre, Șerbu |

| 15 septembrie 1988 | Chimistul Râmnicu Vâlcea | 32 – 17 | Mecanică Fină București | Sala Traian, Râmnicu Vâlcea Arbitri: Manoliu, Varga |
| 15 septembrie 1988 | Verigeanu 9              | (14–8)  | Gavrilă 6               | Sala Traian, Râmnicu Vâlcea Arbitri: Manoliu, Varga |
| 15 septembrie 1988 | Cronica                  |         |                         | Sala Traian, Râmnicu Vâlcea Arbitri: Manoliu, Varga |

| 15 septembrie 1988 | TEROM Iași | 22 – 21 | CS Rapid București | Sala Polivalentă, Iași Arbitri: Condruț, Marin |
| 15 septembrie 1988 | Duca 8     | (15–10) | Ivan 5             | Sala Polivalentă, Iași Arbitri: Condruț, Marin |
| 15 septembrie 1988 | Cronica    |         |                    | Sala Polivalentă, Iași Arbitri: Condruț, Marin |

### Etapa a V-a
| 18 septembrie 1988 10:00 | TEROM Iași | 32 – 26 | Confecția București | Sala Polivalentă, Iași Arbitri: Cristea, Dumitrescu |
| 18 septembrie 1988 10:00 | Duca 11    | (18–12) | Grigoraș 9          | Sala Polivalentă, Iași Arbitri: Cristea, Dumitrescu |
| 18 septembrie 1988 10:00 | Cronica    |         |                     | Sala Polivalentă, Iași Arbitri: Cristea, Dumitrescu |

| 18 septembrie 1988 10:00 | CS Rapid București | 24 – 25 | Chimistul Râmnicu Vâlcea | Sala „Rapid”, București Arbitri: Șandor, Iancu |
| 18 septembrie 1988 10:00 | Dobre 7            | (9–14)  | Török 8                  | Sala „Rapid”, București Arbitri: Șandor, Iancu |
| 18 septembrie 1988 10:00 | Cronica            |         |                          | Sala „Rapid”, București Arbitri: Șandor, Iancu |

| 18 septembrie 1988 11:30 | Mecanică Fină București | 19 – 21 | CS Știința Bacău  | Sala Floreasca, București Arbitri: Csoma, Ferencz |
| 18 septembrie 1988 11:30 | Marin 6                 | (12–11) | Butnărașu, Luca 5 | Sala Floreasca, București Arbitri: Csoma, Ferencz |
| 18 septembrie 1988 11:30 | Cronica                 |         |                   | Sala Floreasca, București Arbitri: Csoma, Ferencz |

| 18 septembrie 1988 | Hidrotehnica Constanța | 20 – 18 | Rulmentul Brașov | Sala „Hidrotehnica”, Constanța Arbitri: Curelea, Dumitrescu |
| 18 septembrie 1988 | Raita 6                | (15–10) | Demeter 6        | Sala „Hidrotehnica”, Constanța Arbitri: Curelea, Dumitrescu |
| 18 septembrie 1988 | Cronica                |         |                  | Sala „Hidrotehnica”, Constanța Arbitri: Curelea, Dumitrescu |

| 18 septembrie 1988 | Textila I.A.S. Zalău | 19 – 18 | CS Mureșul Târgu Mureș | Sala Sporturilor, Zalău Arbitri: Mateescu, Dăncescu |
| 18 septembrie 1988 | Bălănean 9           | (11–8)  | Mátéfi 9               | Sala Sporturilor, Zalău Arbitri: Mateescu, Dăncescu |
| 18 septembrie 1988 | Cronica              |         |                        | Sala Sporturilor, Zalău Arbitri: Mateescu, Dăncescu |

| 18 septembrie 1988 | Dorobanțul Ploiești | 21 – 22 | Constructorul Timișoara | Sala „Victoria”, Ploiești Arbitri: Stăncilă, Isop |
| 18 septembrie 1988 | Tudor 6             | (11–11) | Pălici, Torjoc 7        | Sala „Victoria”, Ploiești Arbitri: Stăncilă, Isop |
| 18 septembrie 1988 | Cronica             |         |                         | Sala „Victoria”, Ploiești Arbitri: Stăncilă, Isop |

### Etapa a VI-a
| 24 septembrie 1988 18:00 | Chimistul Râmnicu Vâlcea | 31 – 26 | TEROM Iași | Sala Traian, Râmnicu Vâlcea Arbitri: Cojocaru, Mihăilescu |
| 24 septembrie 1988 18:00 | Verigeanu 10             | (16–11) | Covaliuc 9 | Sala Traian, Râmnicu Vâlcea Arbitri: Cojocaru, Mihăilescu |
| 24 septembrie 1988 18:00 | Cronica                  |         |            | Sala Traian, Râmnicu Vâlcea Arbitri: Cojocaru, Mihăilescu |

| 25 septembrie 1988 11:30 | Confecția București   | 28 – 19 | Dorobanțul Ploiești | Sala Floreasca, București Arbitri: Apostol, Mahler |
| 25 septembrie 1988 11:30 | Grigoraș, Preoțescu 8 | (16–4)  | Bortaș 9            | Sala Floreasca, București Arbitri: Apostol, Mahler |
| 25 septembrie 1988 11:30 | Cronica               |         |                     | Sala Floreasca, București Arbitri: Apostol, Mahler |

| 25 septembrie 1988 | Constructorul Timișoara | 21 – 28 | Textila I.A.S. Zalău | Timișoara Arbitri: Georgescu, Vîrtopeanu |
| 25 septembrie 1988 | Torjoc 9                | (14–13) | Bălănean 10          | Timișoara Arbitri: Georgescu, Vîrtopeanu |
| 25 septembrie 1988 | Cronica                 |         |                      | Timișoara Arbitri: Georgescu, Vîrtopeanu |

| 25 septembrie 1988 | CS Mureșul Târgu Mureș | 27 – 16 | Hidrotehnica Constanța | Sala Sporturilor, Târgu Mureș Arbitri: Mărieș, Istrăuan |
| 25 septembrie 1988 | Mátéfi 14              | (11–6)  | Haidău, Raita, Roșca 5 | Sala Sporturilor, Târgu Mureș Arbitri: Mărieș, Istrăuan |
| 25 septembrie 1988 | Cronica                |         |                        | Sala Sporturilor, Târgu Mureș Arbitri: Mărieș, Istrăuan |

| 25 septembrie 1988 | Rulmentul Brașov | 20 – 18 | Mecanică Fină București | Brașov Arbitri: Purică, Erhan |
| 25 septembrie 1988 | Boriceanu 10     | (10–9)  | Lefter 10               | Brașov Arbitri: Purică, Erhan |
| 25 septembrie 1988 | Cronica          |         |                         | Brașov Arbitri: Purică, Erhan |

| 25 septembrie 1988 | CS Știința Bacău | 34 – 19 | CS Rapid București | Sala Sporturilor, Bacău Arbitri: Cristea, Dumitrescu |
| 25 septembrie 1988 | Luca 11          | (15–11) | Ivan 6             | Sala Sporturilor, Bacău Arbitri: Cristea, Dumitrescu |
| 25 septembrie 1988 | Cronica          |         |                    | Sala Sporturilor, Bacău Arbitri: Cristea, Dumitrescu |

### Etapa a VII-a
| 29 septembrie 1988 | TEROM Iași | 20 – 22 | CS Știința Bacău | Sala Polivalentă, Iași Arbitri: Curelea, Păunescu |
| 29 septembrie 1988 | Duca 9     | (11–14) | Butnărașu 9      | Sala Polivalentă, Iași Arbitri: Curelea, Păunescu |
| 29 septembrie 1988 | Cronica    |         |                  | Sala Polivalentă, Iași Arbitri: Curelea, Păunescu |

| 29 septembrie 1988 15:30 | CS Rapid București | 28 – 21 | Rulmentul Brașov | Sala „Rapid”, București Arbitri: Iamandi, Ene |
| 29 septembrie 1988 15:30 | Ignat 9            | (15–10) | Demeter 7        | Sala „Rapid”, București Arbitri: Iamandi, Ene |
| 29 septembrie 1988 15:30 | Cronica            |         |                  | Sala „Rapid”, București Arbitri: Iamandi, Ene |

| 29 septembrie 1988 17:00 | Mecanică Fină București | 16 – 20 | CS Mureșul Târgu Mureș | Sala Floreasca, București Arbitri: Cristea, Dumitrescu |
| 29 septembrie 1988 17:00 | Lefter 4                | (6–11)  | Mátéfi, Mózsi 8        | Sala Floreasca, București Arbitri: Cristea, Dumitrescu |
| 29 septembrie 1988 17:00 | Cronica                 |         |                        | Sala Floreasca, București Arbitri: Cristea, Dumitrescu |

| 29 septembrie 1988 | Chimistul Râmnicu Vâlcea | 40 – 25 | Confecția București | Sala Traian, Râmnicu Vâlcea Arbitri: Apostol, Sticea |
| 29 septembrie 1988 | Verigeanu 9              | (21–10) | Grigoraș 6          | Sala Traian, Râmnicu Vâlcea Arbitri: Apostol, Sticea |
| 29 septembrie 1988 | Cronica                  |         |                     | Sala Traian, Râmnicu Vâlcea Arbitri: Apostol, Sticea |

| 29 septembrie 1988 | Hidrotehnica Constanța | 30 – 17 | Constructorul Timișoara | Sala „Hidrotehnica”, Constanța Arbitri: Marzavan, Tănăsescu |
| 29 septembrie 1988 | Roșca 8                | (13–5)  | Pălici 7                | Sala „Hidrotehnica”, Constanța Arbitri: Marzavan, Tănăsescu |
| 29 septembrie 1988 | Cronica                |         |                         | Sala „Hidrotehnica”, Constanța Arbitri: Marzavan, Tănăsescu |

| 29 septembrie 1988 | Textila I.A.S. Zalău | 43 – 27 | Dorobanțul Ploiești | Sala Sporturilor, Zalău Arbitri: Sîrbu, Fluieraș |
| 29 septembrie 1988 | Bălănean 11          | (16–12) | Bortaș 10           | Sala Sporturilor, Zalău Arbitri: Sîrbu, Fluieraș |
| 29 septembrie 1988 | Cronica              |         |                     | Sala Sporturilor, Zalău Arbitri: Sîrbu, Fluieraș |

### Etapa a VIII-a
| 1 octombrie 1988 10:15 | Confecția București | 25 – 28 | Textila I.A.S. Zalău | Sala Floreasca, București Arbitri: Vasiliu, Vlăduț |
| 1 octombrie 1988 10:15 | Grigoraș 8          | (10–12) | Bălănean 8           | Sala Floreasca, București Arbitri: Vasiliu, Vlăduț |
| 1 octombrie 1988 10:15 | Cronica             |         |                      | Sala Floreasca, București Arbitri: Vasiliu, Vlăduț |

| 2 octombrie 1988 | Dorobanțul Ploiești | 16 – 22 | Hidrotehnica Constanța | Ploiești Arbitri: Georgescu, Vîrtopeanu |
| 2 octombrie 1988 | Bortaș, Tudor 6     | (9–12)  | Haidău, Raita 5        | Ploiești Arbitri: Georgescu, Vîrtopeanu |
| 2 octombrie 1988 | Cronica             |         |                        | Ploiești Arbitri: Georgescu, Vîrtopeanu |

| 2 octombrie 1988 | Constructorul Timișoara | 23 – 19 | Mecanică Fină București | Timișoara Arbitri: Csoma, Ferenc |
| 2 octombrie 1988 | Pălici 8                | (10–8)  | Lefter 13               | Timișoara Arbitri: Csoma, Ferenc |
| 2 octombrie 1988 | Cronica                 |         |                         | Timișoara Arbitri: Csoma, Ferenc |

| 2 octombrie 1988 | CS Mureșul Târgu Mureș | 25 – 22 | CS Rapid București | Sala Sporturilor, Târgu Mureș Arbitri: Simion, Ivanciu |
| 2 octombrie 1988 | Mátéfi 12              | (13–9)  | Doiciu, Ivan 5     | Sala Sporturilor, Târgu Mureș Arbitri: Simion, Ivanciu |
| 2 octombrie 1988 | Cronica                |         |                    | Sala Sporturilor, Târgu Mureș Arbitri: Simion, Ivanciu |

| 2 octombrie 1988 | Rulmentul Brașov   | 22 – 17 | TEROM Iași | Brașov Arbitri: Marzavan, Tănăsescu |
| 2 octombrie 1988 | Demeter, Mureșan 4 | (10–10) | Duca 9     | Brașov Arbitri: Marzavan, Tănăsescu |
| 2 octombrie 1988 | Cronica            |         |            | Brașov Arbitri: Marzavan, Tănăsescu |

| 2 octombrie 1988 | CS Știința Bacău  | 26 – 32 | Chimistul Râmnicu Vâlcea | Sala Sporturilor, Bacău Arbitri: Mateescu, Dăncescu |
| 2 octombrie 1988 | Butnărașu, Luca 9 | (13–15) | Tîrcă 9                  | Sala Sporturilor, Bacău Arbitri: Mateescu, Dăncescu |
| 2 octombrie 1988 | Cronica           |         |                          | Sala Sporturilor, Bacău Arbitri: Mateescu, Dăncescu |

### Etapa a IX-a
| 9 octombrie 1988 09:30 | CS Rapid București | 24 – 19 | Constructorul Timișoara | Sala „Rapid”, București Arbitri: Cristea, Dumitrescu |
| 9 octombrie 1988 09:30 | Doiciu, Ivan 4     | (11–11) | Pălici 7                | Sala „Rapid”, București Arbitri: Cristea, Dumitrescu |
| 9 octombrie 1988 09:30 | Cronica            |         |                         | Sala „Rapid”, București Arbitri: Cristea, Dumitrescu |

| 9 octombrie 1988 10:00 | TEROM Iași | 20 – 24 | CS Mureșul Târgu Mureș | Sala Polivalentă, Iași Arbitri: Mateescu, Dăncescu |
| 9 octombrie 1988 10:00 | Duca 10    | (10–12) | Mátéfi 9               | Sala Polivalentă, Iași Arbitri: Mateescu, Dăncescu |
| 9 octombrie 1988 10:00 | Cronica    |         |                        | Sala Polivalentă, Iași Arbitri: Mateescu, Dăncescu |

| 9 octombrie 1988 11:00 | Mecanică Fină București | 32 – 21 | Dorobanțul Ploiești | Sala Floreasca, București Arbitri: Iamandi, Ene |
| 9 octombrie 1988 11:00 | Lefter 11               | (18–11) | Tudor 8             | Sala Floreasca, București Arbitri: Iamandi, Ene |
| 9 octombrie 1988 11:00 | Cronica                 |         |                     | Sala Floreasca, București Arbitri: Iamandi, Ene |

| 9 octombrie 1988 | CS Știința Bacău | 32 – 24 | Confecția București | Sala Sporturilor, Bacău Arbitri: Gherghișan, Mihalașcu |
| 9 octombrie 1988 | Petrea 10        | (14–14) | Preoțescu 9         | Sala Sporturilor, Bacău Arbitri: Gherghișan, Mihalașcu |
| 9 octombrie 1988 | Cronica          |         |                     | Sala Sporturilor, Bacău Arbitri: Gherghișan, Mihalașcu |

| 9 octombrie 1988 | Chimistul Râmnicu Vâlcea | 29 – 24 | Rulmentul Brașov | Sala Traian, Râmnicu Vâlcea Arbitri: Flueraș, Sîrbu |
| 9 octombrie 1988 | Török 7                  | (15–11) | Mureșan 10       | Sala Traian, Râmnicu Vâlcea Arbitri: Flueraș, Sîrbu |
| 9 octombrie 1988 | Cronica                  |         |                  | Sala Traian, Râmnicu Vâlcea Arbitri: Flueraș, Sîrbu |

| 9 octombrie 1988 | Hidrotehnica Constanța | 22 – 21 | Textila I.A.S. Zalău | Sala „Hidrotehnica”, Constanța Arbitri: Marin, Șerban |
| 9 octombrie 1988 | Cămui 7                | (10–12) | Bălănean 13          | Sala „Hidrotehnica”, Constanța Arbitri: Marin, Șerban |
| 9 octombrie 1988 | Cronica                |         |                      | Sala „Hidrotehnica”, Constanța Arbitri: Marin, Șerban |

### Etapa a X-a
| 16 octombrie 1988 | CS Mureșul Târgu Mureș | 25 – 26 | Chimistul Râmnicu Vâlcea | Sala Sporturilor, Târgu Mureș Arbitri: Iamandi, Ene |
| 16 octombrie 1988 | Mátéfi 13              | (16–12) | Tîrcă 12                 | Sala Sporturilor, Târgu Mureș Arbitri: Iamandi, Ene |
| 16 octombrie 1988 | Cronica                |         |                          | Sala Sporturilor, Târgu Mureș Arbitri: Iamandi, Ene |

| 16 octombrie 1988 10:15 | Confecția București | 27 – 17 | Hidrotehnica Constanța | Sala Floreasca, București Arbitri: Apostol, Sticea |
| 16 octombrie 1988 10:15 | Grigoraș 8          | (13–9)  | Roșca 7                | Sala Floreasca, București Arbitri: Apostol, Sticea |
| 16 octombrie 1988 10:15 | Cronica             |         |                        | Sala Floreasca, București Arbitri: Apostol, Sticea |

| 16 octombrie 1988 | Textila I.A.S. Zalău | 29 – 17 | Mecanică Fină București | Sala Sporturilor, Zalău Arbitri: Șchiopu, Laub |
| 16 octombrie 1988 | Bălănean 11          | (13–8)  | Lefter 9                | Sala Sporturilor, Zalău Arbitri: Șchiopu, Laub |
| 16 octombrie 1988 | Cronica              |         |                         | Sala Sporturilor, Zalău Arbitri: Șchiopu, Laub |

| 16 octombrie 1988 | Dorobanțul Ploiești        | 16 – 26 | CS Rapid București | Sala „Victoria”, Ploiești Arbitri: Csoma, Ferencz |
| 16 octombrie 1988 | Bortaș, Marineac, Tabără 3 | (7–13)  | Ivan 8             | Sala „Victoria”, Ploiești Arbitri: Csoma, Ferencz |
| 16 octombrie 1988 | Cronica                    |         |                    | Sala „Victoria”, Ploiești Arbitri: Csoma, Ferencz |

| 16 octombrie 1988 | Constructorul Timișoara | 21 – 26 | TEROM Iași | Timișoara Arbitri: Bolocan, Mahler |
| 16 octombrie 1988 | Torjoc 6                | (10–9)  | Anton 8    | Timișoara Arbitri: Bolocan, Mahler |
| 16 octombrie 1988 | Cronica                 |         |            | Timișoara Arbitri: Bolocan, Mahler |

| 16 octombrie 1988 | Rulmentul Brașov | 21 – 20 | CS Știința Bacău | Brașov Arbitri: Georgescu, Vîrtopeanu |
| 16 octombrie 1988 | Demeter 6        | (8–11)  | Luca 10          | Brașov Arbitri: Georgescu, Vîrtopeanu |
| 16 octombrie 1988 | Cronica          |         |                  | Brașov Arbitri: Georgescu, Vîrtopeanu |

### Etapa a XI-a
| 20 octombrie 1988 | Chimistul Râmnicu Vâlcea | 43 – 22 | Constructorul Timișoara | Sala Traian, Râmnicu Vâlcea Arbitri: Cojocaru, Mihăilescu |
| 20 octombrie 1988 | Lazăr 11                 | (22–6)  | Pălici 11               | Sala Traian, Râmnicu Vâlcea Arbitri: Cojocaru, Mihăilescu |
| 20 octombrie 1988 | Cronica                  |         |                         | Sala Traian, Râmnicu Vâlcea Arbitri: Cojocaru, Mihăilescu |

| 23 octombrie 1988 10:00 | TEROM Iași        | 29 – 18 | Dorobanțul Ploiești | Sala Polivalentă, Iași Arbitri: Ciucan, Stoian |
| 23 octombrie 1988 10:00 | Covaliuc, Cozma 8 | (11–8)  | Lupu, Tabără 4      | Sala Polivalentă, Iași Arbitri: Ciucan, Stoian |
| 23 octombrie 1988 10:00 | Cronica           |         |                     | Sala Polivalentă, Iași Arbitri: Ciucan, Stoian |

| 23 octombrie 1988 10:00 | CS Rapid București | 19 – 21 | Textila I.A.S. Zalău | Sala „Rapid”, București Arbitri: Bolocan, Mahler |
| 23 octombrie 1988 10:00 | Ignat 9            | (11–11) | Bălănean 12          | Sala „Rapid”, București Arbitri: Bolocan, Mahler |
| 23 octombrie 1988 10:00 | Cronica            |         |                      | Sala „Rapid”, București Arbitri: Bolocan, Mahler |

| 23 octombrie 1988 12:30 | Mecanică Fină București | 20 – 14 | Hidrotehnica Constanța | Sala Floreasca, București Arbitri: Gherghișan, Mihalașcu |
| 23 octombrie 1988 12:30 | Lefter 7                | (10–8)  | Roșca 4                | Sala Floreasca, București Arbitri: Gherghișan, Mihalașcu |
| 23 octombrie 1988 12:30 | Cronica                 |         |                        | Sala Floreasca, București Arbitri: Gherghișan, Mihalașcu |

| 23 octombrie 1988 | Rulmentul Brașov | 29 – 23 | Confecția București | Brașov Arbitri: Șandor, Iancu |
| 23 octombrie 1988 | Mureșan 11       | (15–9)  | Grigoraș 9          | Brașov Arbitri: Șandor, Iancu |
| 23 octombrie 1988 | Cronica          |         |                     | Brașov Arbitri: Șandor, Iancu |

| 23 octombrie 1988 | CS Știința Bacău | 18 – 19 | CS Mureșul Târgu Mureș | Sala Sporturilor, Bacău Arbitri: Marin, Șerban |
| 23 octombrie 1988 | Butnărașu 8      | (12–9)  | Mátéfi 7               | Sala Sporturilor, Bacău Arbitri: Marin, Șerban |
| 23 octombrie 1988 | Cronica          |         |                        | Sala Sporturilor, Bacău Arbitri: Marin, Șerban |

| Poz. | Echipa                     | J  | V  | E | Î  | GM  | GP  | G     | P  |
| ---- | -------------------------- | -- | -- | - | -- | --- | --- | ----- | -- |
| 1    | Chimistul Râmnicu Vâlcea1) | 11 | 10 | 1 | 0  | 345 | 252 | + 93  | 29 |
| 2    | CS Mureșul Târgu Mureș     | 11 | 8  | 0 | 3  | 260 | 216 | + 44  | 27 |
| 3    | CS Știința Bacău           | 11 | 7  | 1 | 3  | 300 | 237 | + 63  | 26 |
| 4    | Textila I.A.S. Zalău       | 11 | 7  | 1 | 3  | 278 | 250 | + 28  | 26 |
| 5    | Rulmentul Brașov           | 11 | 7  | 0 | 4  | 239 | 234 | + 5   | 25 |
| 6    | Hidrotehnica Constanța     | 11 | 5  | 1 | 5  | 224 | 233 | – 9   | 22 |
| 7    | CS Rapid București         | 11 | 5  | 0 | 6  | 248 | 240 | + 8   | 21 |
| 8    | TEROM Iași                 | 11 | 5  | 0 | 6  | 266 | 260 | + 6   | 21 |
| 9    | Confecția București        | 11 | 4  | 0 | 7  | 264 | 283 | – 19  | 19 |
| 10   | Mecanică Fină București    | 11 | 3  | 0 | 8  | 224 | 255 | – 31  | 17 |
| 11   | Constructorul Timișoara    | 11 | 3  | 0 | 8  | 242 | 312 | – 70  | 17 |
| 12   | Dorobanțul Ploiești1)      | 11 | 0  | 0 | 11 | 206 | 324 | – 118 | 8  |

| Poz. | Nume            | Echipă                   | Goluri |
| ---- | --------------- | ------------------------ | ------ |
| 1    | Ana Bălănean    | Textila I.A.S. Zalău     | 113    |
| 2    | Eszter Mátéfi   | CS Mureșul Târgu Mureș   | 97     |
| 3    | Rodica Pălici   | Constructorul Timișoara  | 89     |
| 4    | Lidia Butnărașu | CS Știința Bacău         | 87     |
| 5    | Emilia Luca     | CS Știința Bacău         | 85     |
| 5    | Sorina Lefter   | Mecanică Fină București  | 85     |
| 7    | Beatrice Duca   | TEROM Iași               | 78     |
| 8    | Maria Verigeanu | Chimistul Râmnicu Vâlcea | 75     |
| 9    | Rodica Grigoraș | Confecția București      | 67     |
| 10   | Edit Török      | Chimistul Râmnicu Vâlcea | 64     |
| 11   | Simona Tudor    | Dorobanțul Ploiești      | 61     |
| 12   | Mariana Târcă   | Chimistul Râmnicu Vâlcea | 60     |

## Rezultate în retur
Programul complet al primei etape a returului campionatului și un program parțial al celei de-a doua etape au fost publicate de ziarul Sportul pe 11 februarie 1989. Tot pe 11 februarie, ziarul timișoarean Szabad Szó a publicat programul tuturor celor 11 etape.

### Etapa a XII-a
| 12 februarie 1989 10:00 | TEROM Iași | 27 – 26 | Textila I.A.S. Zalău | Sala Polivalentă, Iași Arbitri: Șandor, Iancu |
| 12 februarie 1989 10:00 | Duca 9     | (12–14) | Bălănean 10          | Sala Polivalentă, Iași Arbitri: Șandor, Iancu |
| 12 februarie 1989 10:00 | Cronica    |         |                      | Sala Polivalentă, Iași Arbitri: Șandor, Iancu |

| 12 februarie 1989 10:00 | CS Rapid București | 16 – 17 | Hidrotehnica Constanța | Sala „Rapid”, București Arbitri: Simion, Ivanciu |
| 12 februarie 1989 10:00 | Grigore 5          | (10–8)  | Raita 7                | Sala „Rapid”, București Arbitri: Simion, Ivanciu |
| 12 februarie 1989 10:00 | Cronica            |         |                        | Sala „Rapid”, București Arbitri: Simion, Ivanciu |

| 12 februarie 1989 11:30 | Confecția București | 17 – 19 | Mecanică Fină București | Sala Floreasca, București Arbitri: Popescu, Dumitrescu |
| 12 februarie 1989 11:30 | Tache-Berbece 7     | (11–13) | Lefter 8                | Sala Floreasca, București Arbitri: Popescu, Dumitrescu |
| 12 februarie 1989 11:30 | Cronica             |         |                         | Sala Floreasca, București Arbitri: Popescu, Dumitrescu |

| 12 februarie 1989 | Chimistul Râmnicu Vâlcea | 31 – 16 | Dorobanțul Ploiești | Sala Traian, Râmnicu Vâlcea Arbitri: Manoliu, Varga |
| 12 februarie 1989 | Tîrcă 12                 | (15–5)  | Lupu 6              | Sala Traian, Râmnicu Vâlcea Arbitri: Manoliu, Varga |
| 12 februarie 1989 | Cronica                  |         |                     | Sala Traian, Râmnicu Vâlcea Arbitri: Manoliu, Varga |

| 12 februarie 1989 | CS Știința Bacău | 32 – 27 | Constructorul Timișoara | Sala Sporturilor, Bacău Arbitri: Mahler, Bolocan |
| 12 februarie 1989 | Luca 10          | (17–13) | Pălici 9                | Sala Sporturilor, Bacău Arbitri: Mahler, Bolocan |
| 12 februarie 1989 | Cronica          |         |                         | Sala Sporturilor, Bacău Arbitri: Mahler, Bolocan |

| 12 februarie 1989 | Rulmentul Brașov | 16 – 21 | CS Mureșul Târgu Mureș | Brașov Arbitri: Marzavan, Tănăsescu |
| 12 februarie 1989 | Partin 4         | (9–11)  | Mátéfi 10              | Brașov Arbitri: Marzavan, Tănăsescu |
| 12 februarie 1989 | Cronica          |         |                        | Brașov Arbitri: Marzavan, Tănăsescu |

### Etapa a XIII-a
| 15 februarie 1989 18:00 | Textila I.A.S. Zalău | 28 – 30 | Chimistul Râmnicu Vâlcea | Sala Sporturilor, Zalău Arbitri: Mateescu, Dăncescu |
| 15 februarie 1989 18:00 | Bălănean 14          | (10–15) | Tîrcă 10                 | Sala Sporturilor, Zalău Arbitri: Mateescu, Dăncescu |
| 15 februarie 1989 18:00 | Cronica              |         |                          | Sala Sporturilor, Zalău Arbitri: Mateescu, Dăncescu |

| 16 februarie 1989 | Dorobanțul Ploiești | 18 – 26 | CS Știința Bacău | Sala „Victoria”, Ploiești Arbitri: Cojocaru, Mihăilescu |
| 16 februarie 1989 | Scărlătescu 5       | (9–11)  | Luca 12          | Sala „Victoria”, Ploiești Arbitri: Cojocaru, Mihăilescu |
| 16 februarie 1989 | Cronica             |         |                  | Sala „Victoria”, Ploiești Arbitri: Cojocaru, Mihăilescu |

| 16 februarie 1989 | CS Mureșul Târgu Mureș | 26 – 17 | Confecția București | Sala Sporturilor, Târgu Mureș Arbitri: Sîrbu, Fluieraș |
| 16 februarie 1989 | Mátéfi 8               | (13–9)  | Grigoraș 7          | Sala Sporturilor, Târgu Mureș Arbitri: Sîrbu, Fluieraș |
| 16 februarie 1989 | Cronica                |         |                     | Sala Sporturilor, Târgu Mureș Arbitri: Sîrbu, Fluieraș |

| 19 februarie 1989 10:00 | Mecanică Fină București | 24 – 27 | CS Rapid București | Sala Floreasca, București Arbitri: Stăncilă, Isop |
| 19 februarie 1989 10:00 | Lefter 10               | (12–13) | Grigore 9          | Sala Floreasca, București Arbitri: Stăncilă, Isop |
| 19 februarie 1989 10:00 | Cronica                 |         |                    | Sala Floreasca, București Arbitri: Stăncilă, Isop |

| 19 februarie 1989 | Constructorul Timișoara | 23 – 20 | Rulmentul Brașov | Timișoara Arbitri: Dobre, Șerbu |
| 19 februarie 1989 | Pălici 9                | (13–11) | Demeter 8        | Timișoara Arbitri: Dobre, Șerbu |
| 19 februarie 1989 | Cronica                 |         |                  | Timișoara Arbitri: Dobre, Șerbu |

| 19 februarie 1989 | Hidrotehnica Constanța | 19 – 12 | TEROM Iași | Sala „Hidrotehnica”, Constanța Arbitri: Iamandi, Ene |
| 19 februarie 1989 | Cazacu 8               | (9–9)   | Duca 6     | Sala „Hidrotehnica”, Constanța Arbitri: Iamandi, Ene |
| 19 februarie 1989 | Cronica                |         |            | Sala „Hidrotehnica”, Constanța Arbitri: Iamandi, Ene |

### Etapa a XIV-a
| 23 februarie 1989 | CS Știința Bacău | 36 – 25 | Textila I.A.S. Zalău | Sala Sporturilor, Bacău Arbitri: Curelea, Păunescu |
| 23 februarie 1989 | Luca 10          | (18–12) | Bălănean 5           | Sala Sporturilor, Bacău Arbitri: Curelea, Păunescu |
| 23 februarie 1989 | Cronica          |         |                      | Sala Sporturilor, Bacău Arbitri: Curelea, Păunescu |

| 26 februarie 1989 10:00 | Confecția București | 19 – 21 | CS Rapid București | Sala Floreasca, București Arbitri: Iamandi, Ene |
| 26 februarie 1989 10:00 | Tache-Berbece 8     | (11–14) | Grigore 7          | Sala Floreasca, București Arbitri: Iamandi, Ene |
| 26 februarie 1989 10:00 | Cronica             |         |                    | Sala Floreasca, București Arbitri: Iamandi, Ene |

| 26 februarie 1989 | TEROM Iași | 38 – 28 | Mecanică Fină București | Sala Polivalentă, Iași Arbitri: Cristea, Dumitrescu |
| 26 februarie 1989 | Cozma 14   | (18–15) | Lefter 13               | Sala Polivalentă, Iași Arbitri: Cristea, Dumitrescu |
| 26 februarie 1989 | Cronica    |         |                         | Sala Polivalentă, Iași Arbitri: Cristea, Dumitrescu |

| 26 februarie 1989 | Rulmentul Brașov | 23 – 15 | Dorobanțul Ploiești | Brașov Arbitri: Dumitrescu, Niță |
| 26 februarie 1989 | Demeter 6        | (15–7)  | Lupu, Tabără 4      | Brașov Arbitri: Dumitrescu, Niță |
| 26 februarie 1989 | Cronica          |         |                     | Brașov Arbitri: Dumitrescu, Niță |

| 2 martie 1989 12:00 | Chimistul Râmnicu Vâlcea | 31 – 20 | Hidrotehnica Constanța | Sala Traian, Râmnicu Vâlcea Arbitri: Ciucan, Stoian |
| 2 martie 1989 12:00 | Lazăr, Tîrcă 8           | (14–7)  | Cazacu 7               | Sala Traian, Râmnicu Vâlcea Arbitri: Ciucan, Stoian |
| 2 martie 1989 12:00 | Cronica                  |         |                        | Sala Traian, Râmnicu Vâlcea Arbitri: Ciucan, Stoian |

| 2 martie 1989 17:30 | CS Mureșul Târgu Mureș | 37 – 27 | Constructorul Timișoara | Sala Sporturilor, Târgu Mureș Arbitri: Gherghișan, Mihalașcu |
| 2 martie 1989 17:30 | Bărbat 10              | (19–13) | Pălici 8                | Sala Sporturilor, Târgu Mureș Arbitri: Gherghișan, Mihalașcu |
| 2 martie 1989 17:30 | Cronica                |         |                         | Sala Sporturilor, Târgu Mureș Arbitri: Gherghișan, Mihalașcu |

### Etapa a XV-a
| 15 martie 1989 | Dorobanțul Ploiești        | 17 – 26 | CS Mureșul Târgu Mureș | Sala „Victoria”, Ploiești Arbitri: Dobre, Șerbu |
| 15 martie 1989 | Scărlătescu, Smarandache 5 | (8–14)  | Mátéfi 9               | Sala „Victoria”, Ploiești Arbitri: Dobre, Șerbu |
| 15 martie 1989 | Cronica                    |         |                        | Sala „Victoria”, Ploiești Arbitri: Dobre, Șerbu |

| 15 martie 1989 | Mecanică Fină București | 30 – 30 | Chimistul Râmnicu Vâlcea | Arbitri: Gherghișan, Mihalașcu |
| 15 martie 1989 | Lefter 13               | (15–18) | Tîrcă 12                 | Arbitri: Gherghișan, Mihalașcu |
| 15 martie 1989 | Cronica                 |         |                          | Arbitri: Gherghișan, Mihalașcu |

| 19 martie 1989 10:00 | CS Rapid București | 25 – 30 | TEROM Iași | Sala „Rapid”, București Arbitri: Cojocaru, Mihăilescu |
| 19 martie 1989 10:00 | Grigore, Stanciu 6 | (12–15) | Duca 11    | Sala „Rapid”, București Arbitri: Cojocaru, Mihăilescu |
| 19 martie 1989 10:00 | Cronica            |         |            | Sala „Rapid”, București Arbitri: Cojocaru, Mihăilescu |

| 19 martie 1989 | Textila I.A.S. Zalău | 23 – 20 | Rulmentul Brașov | Sala Sporturilor, Zalău Arbitri: Boer, Iavorschi |
| 19 martie 1989 | Bălănean 11          | (11–7)  | Demeter 8        | Sala Sporturilor, Zalău Arbitri: Boer, Iavorschi |
| 19 martie 1989 | Cronica              |         |                  | Sala Sporturilor, Zalău Arbitri: Boer, Iavorschi |

| 19 martie 1989 | Constructorul Timișoara | 28 – 25 | Confecția București  | Timișoara Arbitri: Bolocan, Mahler |
| 19 martie 1989 | Pălici 12               | (14–14) | Berbece, Preoțescu 6 | Timișoara Arbitri: Bolocan, Mahler |
| 19 martie 1989 | Cronica                 |         |                      | Timișoara Arbitri: Bolocan, Mahler |

| 23 martie 1989 | Hidrotehnica Constanța | 24 – 19 | CS Știința Bacău | Sala „Hidrotehnica”, Constanța Arbitri: Marzavan, Tănăsescu |
| 23 martie 1989 | Cazacu 11              | (12–9)  | Luca 10          | Sala „Hidrotehnica”, Constanța Arbitri: Marzavan, Tănăsescu |
| 23 martie 1989 | Cronica                |         |                  | Sala „Hidrotehnica”, Constanța Arbitri: Marzavan, Tănăsescu |

### Etapa a XVI-a
| 22 martie 1989 | CS Mureșul Târgu Mureș | 30 – 29 | Textila I.A.S. Zalău | Sala Sporturilor, Târgu Mureș Arbitri: Stăncilă, Isop |
| 22 martie 1989 | Mózsi 8                | (15–15) | Bălănean 14          | Sala Sporturilor, Târgu Mureș Arbitri: Stăncilă, Isop |
| 22 martie 1989 | Cronica                |         |                      | Sala Sporturilor, Târgu Mureș Arbitri: Stăncilă, Isop |

| 26 martie 1989 | Confecția București | 25 – 18 | TEROM Iași | Sala Floreasca, București Arbitri: Dordea, Kentzel |
| 26 martie 1989 | Grigoraș 8          | (11–8)  | Duca 7     | Sala Floreasca, București Arbitri: Dordea, Kentzel |
| 26 martie 1989 | Cronica             |         |            | Sala Floreasca, București Arbitri: Dordea, Kentzel |

| 26 martie 1989 | Rulmentul Brașov | 15 – 14 | Hidrotehnica Constanța | Brașov Arbitri: Ciucan, Stoian |
| 26 martie 1989 | Demeter 6        | (7–9)   | Cazacu 4               | Brașov Arbitri: Ciucan, Stoian |
| 26 martie 1989 | Cronica          |         |                        | Brașov Arbitri: Ciucan, Stoian |

| 26 martie 1989 | Constructorul Timișoara | 27 – 16 | Dorobanțul Ploiești         | Timișoara Arbitri: Mărieș, Istrăuan |
| 26 martie 1989 | Pălici 10               | (10–5)  | Petre, Scărlătescu, Tudor 3 | Timișoara Arbitri: Mărieș, Istrăuan |
| 26 martie 1989 | Cronica                 |         |                             | Timișoara Arbitri: Mărieș, Istrăuan |

| 29 martie 1989 | Chimistul Râmnicu Vâlcea | 36 – 25 | CS Rapid București  | Sala Traian, Râmnicu Vâlcea Arbitri: |
| 29 martie 1989 | Verigeanu 10             | (17–12) | Doiciu, Gheorghiu 6 | Sala Traian, Râmnicu Vâlcea Arbitri: |
| 29 martie 1989 | Cronica                  |         |                     | Sala Traian, Râmnicu Vâlcea Arbitri: |

| 30 martie 1989 | CS Știința Bacău | 39 – 26 | Mecanică Fină București | Sala Sporturilor, Bacău Arbitri: Suditu, Zaharia |
| 30 martie 1989 | Luca 16          | (18–14) | Lefter 14               | Sala Sporturilor, Bacău Arbitri: Suditu, Zaharia |
| 30 martie 1989 | Cronica          |         |                         | Sala Sporturilor, Bacău Arbitri: Suditu, Zaharia |

### Etapa a XVII-a
| 2 aprilie 1989 | Dorobanțul Ploiești        | 22 – 21 | Confecția București | Sala „Victoria”, Ploiești Arbitri: Cristea, Ilie |
| 2 aprilie 1989 | Scărlătescu, Smarandache 6 | (11–11) | Preoțescu 7         | Sala „Victoria”, Ploiești Arbitri: Cristea, Ilie |
| 2 aprilie 1989 | Cronica                    |         |                     | Sala „Victoria”, Ploiești Arbitri: Cristea, Ilie |

| 2 aprilie 1989 | Textila I.A.S. Zalău | 36 – 24 | Constructorul Timișoara | Sala Sporturilor, Zalău Arbitri: Flueraș, Sîrbu |
| 2 aprilie 1989 | Bălănean 17          | (16–11) | Pălici 9                | Sala Sporturilor, Zalău Arbitri: Flueraș, Sîrbu |
| 2 aprilie 1989 | Cronica              |         |                         | Sala Sporturilor, Zalău Arbitri: Flueraș, Sîrbu |

| 2 aprilie 1989 | Hidrotehnica Constanța | 20 – 15 | CS Mureșul Târgu Mureș | Sala „Hidrotehnica”, Constanța Arbitri: Dobre, Șerbu |
| 2 aprilie 1989 | Cazacu 5               | (10–10) | Avram 7                | Sala „Hidrotehnica”, Constanța Arbitri: Dobre, Șerbu |
| 2 aprilie 1989 | Cronica                |         |                        | Sala „Hidrotehnica”, Constanța Arbitri: Dobre, Șerbu |

| 2 aprilie 1989 09:00 | CS Rapid București | 24 – 27 | CS Știința Bacău | Sala „Rapid”, București Arbitri: Bolocan, Mahler |
| 2 aprilie 1989 09:00 | Gheorghiu 7        | (10–11) | Luca 10          | Sala „Rapid”, București Arbitri: Bolocan, Mahler |
| 2 aprilie 1989 09:00 | Cronica            |         |                  | Sala „Rapid”, București Arbitri: Bolocan, Mahler |

| 2 aprilie 1989 10:00 | TEROM Iași | 27 – 30 | Chimistul Râmnicu Vâlcea | Sala Polivalentă, Iași Arbitri: Georgescu, Vîrtopeanu |
| 2 aprilie 1989 10:00 | Cozma 8    | (11–15) | Tîrcă 9                  | Sala Polivalentă, Iași Arbitri: Georgescu, Vîrtopeanu |
| 2 aprilie 1989 10:00 | Cronica    |         |                          | Sala Polivalentă, Iași Arbitri: Georgescu, Vîrtopeanu |

| 2 aprilie 1989 10:45 | Mecanică Fină București | 31 – 24 | Rulmentul Brașov | Sala Floreasca, București Arbitri: Cojocaru, Mihăilescu |
| 2 aprilie 1989 10:45 | Lefter 12               | (11–11) | Demeter 9        | Sala Floreasca, București Arbitri: Cojocaru, Mihăilescu |
| 2 aprilie 1989 10:45 | Cronica                 |         |                  | Sala Floreasca, București Arbitri: Cojocaru, Mihăilescu |

### Etapa a XVIII-a
| 6 aprilie 1989 17:00 | Confecția București | 21 – 38 | Chimistul Râmnicu Vâlcea | Sala Floreasca, București Arbitri: Purică, Erhan |
| 6 aprilie 1989 17:00 | Berbece 8           | (11–22) | Matei 9                  | Sala Floreasca, București Arbitri: Purică, Erhan |
| 6 aprilie 1989 17:00 | Cronica             |         |                          | Sala Floreasca, București Arbitri: Purică, Erhan |

| 6 aprilie 1989 | CS Știința Bacău | 32 – 28 | TEROM Iași | Sala Sporturilor, Bacău Arbitri: Dăncescu, Mateescu |
| 6 aprilie 1989 | Luca 11          | (16–11) | Anton 8    | Sala Sporturilor, Bacău Arbitri: Dăncescu, Mateescu |
| 6 aprilie 1989 | Cronica          |         |            | Sala Sporturilor, Bacău Arbitri: Dăncescu, Mateescu |

| 6 aprilie 1989 | Rulmentul Brașov | 26 – 18 | CS Rapid București | Brașov Arbitri: Condruț, Marin |
| 6 aprilie 1989 | Mureșan 7        | (13–8)  | Grigore 5          | Brașov Arbitri: Condruț, Marin |
| 6 aprilie 1989 | Cronica          |         |                    | Brașov Arbitri: Condruț, Marin |

| 6 aprilie 1989 | CS Mureșul Târgu Mureș | 38 – 25 | Mecanică Fină București | Sala Sporturilor, Târgu Mureș Arbitri: Dan, Mariș |
| 6 aprilie 1989 | Mózsi 11               | (15–16) | Lefter 11               | Sala Sporturilor, Târgu Mureș Arbitri: Dan, Mariș |
| 6 aprilie 1989 | Cronica                |         |                         | Sala Sporturilor, Târgu Mureș Arbitri: Dan, Mariș |

| 6 aprilie 1989 | Constructorul Timișoara | 21 – 25 | Hidrotehnica Constanța | Timișoara Arbitri: Șandor, Iancu |
| 6 aprilie 1989 | Stancov 6               | (10–13) | Iovănescu 9            | Timișoara Arbitri: Șandor, Iancu |
| 6 aprilie 1989 | Cronica                 |         |                        | Timișoara Arbitri: Șandor, Iancu |

| 6 aprilie 1989 | Dorobanțul Ploiești | 18 – 23 | Textila I.A.S. Zalău | Sala „Victoria”, Ploiești Arbitri: Marzavan, Tănăsescu |
| 6 aprilie 1989 | Petre 6             | (9–9)   | Bălănean 12          | Sala „Victoria”, Ploiești Arbitri: Marzavan, Tănăsescu |
| 6 aprilie 1989 | Cronica             |         |                      | Sala „Victoria”, Ploiești Arbitri: Marzavan, Tănăsescu |

### Etapa a XIX-a
| 8 aprilie 1989 18:00 | Chimistul Râmnicu Vâlcea | 26 – 25 | CS Știința Bacău | Sala Traian, Râmnicu Vâlcea Arbitri: Marin, Marzavan |
| 8 aprilie 1989 18:00 | Tîrcă 11                 | (15–15) | Luca 13          | Sala Traian, Râmnicu Vâlcea Arbitri: Marin, Marzavan |
| 8 aprilie 1989 18:00 | Cronica                  |         |                  | Sala Traian, Râmnicu Vâlcea Arbitri: Marin, Marzavan |

| 9 aprilie 1989 | Textila I.A.S. Zalău | 24 – 23 | Confecția București | Sala Sporturilor, Zalău Arbitri: Csoma, Ferencz |
| 9 aprilie 1989 | Bălănean 13          | (14–9)  | Berbece 11          | Sala Sporturilor, Zalău Arbitri: Csoma, Ferencz |
| 9 aprilie 1989 | Cronica              |         |                     | Sala Sporturilor, Zalău Arbitri: Csoma, Ferencz |

| 9 aprilie 1989 | Hidrotehnica Constanța | 26 – 17 | Dorobanțul Ploiești | Sala „Hidrotehnica”, Constanța Arbitri: Sighicea, Pleșa |
| 9 aprilie 1989 | Iovănescu 7            | (14–7)  | Anton, Petre 4      | Sala „Hidrotehnica”, Constanța Arbitri: Sighicea, Pleșa |
| 9 aprilie 1989 | Cronica                |         |                     | Sala „Hidrotehnica”, Constanța Arbitri: Sighicea, Pleșa |

| 9 aprilie 1989 10:00 | TEROM Iași | 22 – 18 | Rulmentul Brașov   | Sala Polivalentă, Iași Arbitri: Simion, Ivanciu |
| 9 aprilie 1989 10:00 | Duca 8     | (10–8)  | Demeter, Mureșan 4 | Sala Polivalentă, Iași Arbitri: Simion, Ivanciu |
| 9 aprilie 1989 10:00 | Cronica    |         |                    | Sala Polivalentă, Iași Arbitri: Simion, Ivanciu |

| 9 aprilie 1989 10:15 | Mecanică Fină București | 30 – 23 | Constructorul Timișoara | Sala Floreasca, București Arbitri: Bosner, Nicolae |
| 9 aprilie 1989 10:15 | Lefter 12               | (16–9)  | Pălici 9                | Sala Floreasca, București Arbitri: Bosner, Nicolae |
| 9 aprilie 1989 10:15 | Cronica                 |         |                         | Sala Floreasca, București Arbitri: Bosner, Nicolae |

| 9 aprilie 1989 11:30 | CS Rapid București | 26 – 28 | CS Mureșul Târgu Mureș | Sala Floreasca, București Arbitri: Iancu, Șandor |
| 9 aprilie 1989 11:30 | Țurcanu 9          | (10–17) | Mózsi 12               | Sala Floreasca, București Arbitri: Iancu, Șandor |
| 9 aprilie 1989 11:30 | Cronica            |         |                        | Sala Floreasca, București Arbitri: Iancu, Șandor |

### Etapa a XX-a
| 12 aprilie 1989 | Dorobanțul Ploiești | 19 – 19 | Mecanică Fină București | Sala „Victoria”, Ploiești Arbitri: Bolocan, Mahler |
| 12 aprilie 1989 | Scărlătescu 6       | (11–10) | Lefter 10               | Sala „Victoria”, Ploiești Arbitri: Bolocan, Mahler |
| 12 aprilie 1989 | Cronica             |         |                         | Sala „Victoria”, Ploiești Arbitri: Bolocan, Mahler |

| 16 aprilie 1989 | CS Mureșul Târgu Mureș | 29 – 22 | TEROM Iași | Sala Sporturilor, Târgu Mureș Arbitri: Marzavan, Tănăsescu |
| 16 aprilie 1989 | Mátéfi 13              | (14–12) | Chelaru 9  | Sala Sporturilor, Târgu Mureș Arbitri: Marzavan, Tănăsescu |
| 16 aprilie 1989 | Cronica                |         |            | Sala Sporturilor, Târgu Mureș Arbitri: Marzavan, Tănăsescu |

| 16 aprilie 1989 | Constructorul Timișoara | 24 – 21 | CS Rapid București | Timișoara Arbitri: Gherghișan, Mihalașcu |
| 16 aprilie 1989 | Cojocărița 7            | (11–11) | Oprea 5            | Timișoara Arbitri: Gherghișan, Mihalașcu |
| 16 aprilie 1989 | Cronica                 |         |                    | Timișoara Arbitri: Gherghișan, Mihalașcu |

| 16 aprilie 1989 | Textila I.A.S. Zalău | 23 – 21 | Hidrotehnica Constanța | Sala Sporturilor, Zalău Arbitri: Georgescu, Vîrtopeanu |
| 16 aprilie 1989 | Bălănean 9           | (14–12) | Cazacu 8               | Sala Sporturilor, Zalău Arbitri: Georgescu, Vîrtopeanu |
| 16 aprilie 1989 | Cronica              |         |                        | Sala Sporturilor, Zalău Arbitri: Georgescu, Vîrtopeanu |

| 16 aprilie 1989 | Rulmentul Brașov | 30 – 34 | Chimistul Râmnicu Vâlcea | Brașov Asistență: 1500 Arbitri: Stăncilă, Isop |
| 16 aprilie 1989 | Mureșan 7        | (13–16) | Tîrcă 9                  | Brașov Asistență: 1500 Arbitri: Stăncilă, Isop |
| 16 aprilie 1989 | Cronica          |         |                          | Brașov Asistență: 1500 Arbitri: Stăncilă, Isop |

| 20 aprilie 1989 | Confecția București  | 18 – 28 | CS Știința Bacău | Sala Floreasca, București Arbitri: Iamandi, Ene |
| 20 aprilie 1989 | Berbece, Preoțescu 5 | (15–11) | Butnărașu 10     | Sala Floreasca, București Arbitri: Iamandi, Ene |
| 20 aprilie 1989 | Cronica              |         |                  | Sala Floreasca, București Arbitri: Iamandi, Ene |

### Etapa a XXI-a
| 19 aprilie 1989 | Chimistul Râmnicu Vâlcea | 31 – 28 | CS Mureșul Târgu Mureș | Sala Traian, Râmnicu Vâlcea Arbitri: Mateescu, Dăncescu |
| 19 aprilie 1989 | Tîrcă 16                 | (19–14) | Mátéfi 9               | Sala Traian, Râmnicu Vâlcea Arbitri: Mateescu, Dăncescu |
| 19 aprilie 1989 | Cronica                  |         |                        | Sala Traian, Râmnicu Vâlcea Arbitri: Mateescu, Dăncescu |

| 23 aprilie 1989 | Hidrotehnica Constanța | 28 – 17 | Confecția București | Sala „Hidrotehnica”, Constanța Arbitri: Gherghișan, Mihalașcu |
| 23 aprilie 1989 | Cămui 10               | (13–10) | Berbece 5           | Sala „Hidrotehnica”, Constanța Arbitri: Gherghișan, Mihalașcu |
| 23 aprilie 1989 | Cronica                |         |                     | Sala „Hidrotehnica”, Constanța Arbitri: Gherghișan, Mihalașcu |

| 23 aprilie 1989 10:00 | CS Rapid București | 24 – 13 | Dorobanțul Ploiești | Sala „Rapid”, București Arbitri: Vasiliu, Vlăduț |
| 23 aprilie 1989 10:00 | Doiciu, Grigore 5  | (14–3)  | Anton 5             | Sala „Rapid”, București Arbitri: Vasiliu, Vlăduț |
| 23 aprilie 1989 10:00 | Cronica            |         |                     | Sala „Rapid”, București Arbitri: Vasiliu, Vlăduț |

| 23 aprilie 1989 11:30 | Mecanică Fină București | 27 – 27 | Textila I.A.S. Zalău | Sala Floreasca, București Arbitri: Iamandi, Ene |
| 23 aprilie 1989 11:30 | Lefter 9                | (14–13) | Bălănean 11          | Sala Floreasca, București Arbitri: Iamandi, Ene |
| 23 aprilie 1989 11:30 | Cronica                 |         |                      | Sala Floreasca, București Arbitri: Iamandi, Ene |

| 23 aprilie 1989 | TEROM Iași | 34 – 26 | Constructorul Timișoara | Sala Polivalentă, Iași Arbitri: Dobre, Șerbu |
| 23 aprilie 1989 | Duca 16    | (13–12) | Stancov 11              | Sala Polivalentă, Iași Arbitri: Dobre, Șerbu |
| 23 aprilie 1989 | Cronica    |         |                         | Sala Polivalentă, Iași Arbitri: Dobre, Șerbu |

| 26 aprilie 1989 | CS Știința Bacău | 33 – 22 | Rulmentul Brașov | Sala Sporturilor, Bacău Arbitri: Ciucan, Stoian |
| 26 aprilie 1989 | Luca 9           | (18–12) | Demeter 5        | Sala Sporturilor, Bacău Arbitri: Ciucan, Stoian |
| 26 aprilie 1989 | Cronica          |         |                  | Sala Sporturilor, Bacău Arbitri: Ciucan, Stoian |

### Etapa a XXII-a
| 27 aprilie 1989 | Textila I.A.S. Zalău | 30 – 21 | CS Rapid București | Sala Sporturilor, Zalău Arbitri: Boer, Iavorschi |
| 27 aprilie 1989 | Bălănean 8           | (14–8)  | Oprea, Țurcanu 5   | Sala Sporturilor, Zalău Arbitri: Boer, Iavorschi |
| 27 aprilie 1989 | Cronica              |         |                    | Sala Sporturilor, Zalău Arbitri: Boer, Iavorschi |

| 30 aprilie 1989 10:15 | Confecția București | 24 – 29 | Rulmentul Brașov | Sala Floreasca, București Arbitri: |
| 30 aprilie 1989 10:15 | (9–15)              |         |                  | Sala Floreasca, București Arbitri: |
| 30 aprilie 1989 10:15 | [ Cronica]          |         |                  | Sala Floreasca, București Arbitri: |

| 30 aprilie 1989 | Dorobanțul Ploiești | 22 – 26 | TEROM Iași | Sala „Victoria”, Ploiești Arbitri: |
| 30 aprilie 1989 |                     | (11–13) | Chelaru 10 | Sala „Victoria”, Ploiești Arbitri: |
| 30 aprilie 1989 | Cronica             |         |            | Sala „Victoria”, Ploiești Arbitri: |

| 30 aprilie 1989 | Hidrotehnica Constanța | 27 – 22 | Mecanică Fină București | Sala „Hidrotehnica”, Constanța Arbitri: |
| 30 aprilie 1989 | (17–12)                |         |                         | Sala „Hidrotehnica”, Constanța Arbitri: |
| 30 aprilie 1989 | [ Cronica]             |         |                         | Sala „Hidrotehnica”, Constanța Arbitri: |

| 4 mai 1989 | CS Mureșul Târgu Mureș | 31 – 28 | CS Știința Bacău | Sala Sporturilor, Târgu Mureș Arbitri: Cristea, Dumitrescu |
| 4 mai 1989 | Mátéfi 14              | (16–17) | Antoneanu 10     | Sala Sporturilor, Târgu Mureș Arbitri: Cristea, Dumitrescu |
| 4 mai 1989 | Cronica                |         |                  | Sala Sporturilor, Târgu Mureș Arbitri: Cristea, Dumitrescu |

| 5 mai 1989 | Constructorul Timișoara | 28 – 33 | Chimistul Râmnicu Vâlcea | Sala Traian, Râmnicu Vâlcea Arbitri: Băloi, Mitrea |
| 5 mai 1989 | Pălici 8                | (19–11) | Tîrcă 6                  | Sala Traian, Râmnicu Vâlcea Arbitri: Băloi, Mitrea |
| 5 mai 1989 | Cronica                 |         |                          | Sala Traian, Râmnicu Vâlcea Arbitri: Băloi, Mitrea |

## Clasamentul marcatoarelor
Valabil pe 5 mai 1989;
| Poz. | Nume               | Echipă                   | Goluri |
| ---- | ------------------ | ------------------------ | ------ |
| 1    | Ana Bălănean-Șuhai | Textila I.A.S. Zalău     | 237    |
| 2    | Emilia Luca        | CS Știința Bacău         | 203    |
| 3    | Sorina Lefter      | Mecanică Fină București  | 197    |
| 4    | Eszter Mátéfi      | CS Mureșul Târgu Mureș   | 188    |
| 5    | Mariana Tîrcă      | Chimistul Râmnicu Vâlcea | 166    |
| 6    | Beatrice Duca      | TEROM Iași               | 160    |
| 6    | Rodica Pălici      | Constructorul Timișoara  | 160    |
| 8    | Lidia Butnărașu    | CS Știința Bacău         | 137    |
| 9    | Maria Verigeanu    | Chimistul Râmnicu Vâlcea | 130    |
| 10   | Éva Gál-Mózsi      | CS Mureșul Târgu Mureș   | 118    |
| 11   | Edit Török-Matei   | Chimistul Râmnicu Vâlcea | 117    |
| 12   | Valentina Cozma    | TEROM Iași               | 112    |